# Vopnafjarðarhreppur
Vopnafjarðarhreppur es un municipio de Islandia. Se encuentra en la zona norte de la región oriental de Austurland, en el condado de Norður-Múlasýsla. 

## Población y territorio
Tiene un área de 1.913,48 kilómetros cuadrados y después de los municipios de Fljótsdalshérað y de Hornafjörður, es el tercero más extenso de Austurland. Su población es de 668 habitantes y su densidad demográfica de 0,35 hab./km², muy por debajo del promedio nacional, que es casi de 3 hab./km². Su principal centro urbano es Vopnafjörður, en la zona interior del fiordo del mismo nombre.